# غيبسنبيرغ (أوهايو)
غيبسنبيرغ، أوهايو

غيبسنبيرغ (بالإنجليزية: Gibsonburg)‏ هي مدينة أمريكية تقع في ولاية أوهايو. تبلغ مساحة هذه المدينة 6.6 (كم²)،ويبلغ عدد سكانها 2506 نسمة حسب إحصاء سنة 2010 م 2506.تشير إحصاءات سنة 2000م بأن الكثافة السكانية في هذه المدينة تقدر بـ(387.9) نسمة/كم2 

## التركيبة السكانية
قام مكتب تعداد الولايات المتحدة بتحديد بيانات التركيبة السكانية لغيبسنبيرغ في تعداد الولايات المتحدة. في ما يلي، التركيبة السكانية حسب تعدادي 2000 و2010.

### تعداد عام 2000
بلغ عدد سكان غيبسنبيرغ 2,506 نسمة بحسب تعداد عام 2000، وبلغ عدد الأسر 949 أسرة وعدد العائلات 661 عائلة مقيمة في القرية. في حين سجلت الكثافة السكانية 1,004.7 نسمة لكل ميل مربع (387.9/كم2). وبلغ عدد الوحدات السكنية 999 وحدة بمتوسط كثافة قدره 400.5 نسمة لكل ميل مربع (154.6/كم2).
وتوزع التركيب العرقي للقرية بنسبة 93.62% من البيض و 0.16% من الأمريكيين الأصليين و 0.28% من الأمريكيين ذوي الأصول الآسيوية و 0.32% من الأمريكيين الأفارقة و 1.16% من عرقين مختلطين أو أكثر.
بلغ عدد الأسر 949 أسرة كانت نسبة 35.1% منها لديها أطفال تحت سن الثامنة عشر تعيش معهم، وبلغت نسبة الأزواج القاطنين مع بعضهم البعض 55.3% من أصل المجموع الكلي للأسر، ونسبة 9.5% من الأسر كان لديها معيلات من الإناث دون وجود شريك، وكانت نسبة 30.3% من غير العائلات. تألفت نسبة 27.0% من أصل جميع الأسر من أفراد ونسبة 15.8% كانوا يعيش معهم شخص وحيد يبلغ من العمر 65 عاماً فما فوق. وبلغ متوسط حجم الأسرة المعيشية 3.13، أما متوسط حجم العائلات فبلغ 2.57.
بلغ العمر الوسطي للسكان 36 عاماً. وكانت نسبة 27.5% من القاطنين تحت سن الثامنة عشر، وكانت نسبة 7.5% بين الثامنة عشر والأربعة وعشرون عاماً، ونسبة 29.6% كانت واقعةً في الفئة العمرية ما بين الخامسة والعشرون حتى والأربعة وأربعون عاماً، ونسبة 18.6% كانت ما بين الخامسة والأربعون حتى الرابعة والستون، ونسبة 16.9% كانت ضمن فئة الخامسة والستون عاماً فما فوق. يوجد لكل 100 أنثى 95.2 ذكر، ويوجد لكل 100 أنثى في الثامنة عشر من عمرها فما فوق 89.9 ذكر.
بلغ متوسط دخل الأسرة في القرية 40,986 دولار، أما متوسط دخل العائلة فبلغ 49,044 دولار. وكان متوسط دخل الذكور 36,121 دولار مقابل 22,212 دولار للإناث. وسجل دخل الفرد الخاص بالقرية 17,482 دولار.

### تعداد عام 2010
بلغ عدد سكان غيبسنبيرغ 2,581 نسمة بحسب تعداد عام 2010، وبلغ عدد الأسر 982 أسرة وعدد العائلات 656 عائلة مقيمة في القرية. في حين سجلت الكثافة السكانية 1,075.4 نسمة لكل ميل مربع (415.2/كم2). وبلغ عدد الوحدات السكنية 1,065 وحدة بمتوسط كثافة قدره 443.8 لكل ميل مربع (171.4/كم2).
وتوزع التركيب العرقي للقرية بنسبة 94.2% من البيض و 0.2% من الأمريكيين الأصليين و 0.6% من الأمريكيين الأفارقة و 1.5% من عرقين مختلطين أو أكثر.
بلغ عدد الأسر 982 أسرة كانت نسبة 35.9% منها لديها أطفال تحت سن الثامنة عشر تعيش معهم، وبلغت نسبة الأزواج القاطنين مع بعضهم البعض 50.5% من أصل المجموع الكلي للأسر، ونسبة 11.6% من الأسر كان لديها معيلات من الإناث دون وجود شريك، بينما كانت نسبة 4.7% من الأسر لديها معيلون من الذكور دون وجود شريكة وكانت نسبة 33.2% من غير العائلات. تألفت نسبة 27.8% من أصل جميع الأسر من أفراد ونسبة 13.9% كانوا يعيش معهم شخص وحيد يبلغ من العمر 65 عاماً فما فوق. وبلغ متوسط حجم الأسرة المعيشية 3.13، أما متوسط حجم العائلات فبلغ 2.55.
بلغ العمر الوسطي للسكان 36.9 عاماً. وكانت نسبة 26.2% من القاطنين تحت سن الثامنة عشر، وكانت نسبة 8.8% بين الثامنة عشر والأربعة وعشرون عاماً، ونسبة 27.4% كانت واقعةً في الفئة العمرية ما بين الخامسة والعشرون حتى والأربعة وأربعون عاماً، ونسبة 23.1% كانت ما بين الخامسة والأربعون حتى الرابعة والستون، ونسبة 14.5% كانت ضمن فئة الخامسة والستون عاماً فما فوق. وتوزع التركيب الجنسي للسكان بنسبة 48.3% ذكور و51.7% إناث.